# Alpii Dauphiné
Alpii Dauphiné sunt un lanț muntos situat în sud-estul Franței, fiind numiți după regiunea omonimă. În estul lor se află Alpii Cotici, de care îi separă Trecătoarea Galibier și valea râului Durance; în nord-est - Alpii Graici, de care-i separă râul Arc. La vest se află Podișul Vercors și Munții Chartreuse, de care sunt separați de râurile Drac și Isère. Multe vârfuri ating înălțimi de peste 3000 m, cel mai înalt fiind Barre des Écrins (4 102 m).

## Vârfuri
Principalele vârfuri din Alpii Dauphiné sunt:
| Barre des Ecrins             | 4102 m |  | Pic Felix Neff          | 3222 m |
| Meije                        | 3987 m |  | Vieux Chaillol          | 3163 m |
| Ailefroide                   | 3959 m |  | Tete de Vautisse        | 3162 m |
| Mont Pelvoux                 | 3954 m |  | Grand Pinier            | 3120 m |
| Pic Sans Nom                 | 3915 m |  | Pic de Parieres         | 3050 m |
| Pic Gaspard                  | 3880 m |  | Mourre Froid            | 2996 m |
| Pic Coolidge                 | 3756 m |  | Belledonne              | 2981 m |
| Grande Ruine                 | 3754 m |  | Rocherblanc (Sept Laux) | 2931 m |
| Rateau                       | 3754 m |  | Taillefer               | 2861 m |
| Montagne des Agneaux         | 3660 m |  | Pic du Frene            | 2810 m |
| Les Bans                     | 3651 m |  | Tete de l'Obiou         | 2793 m |
| Sommet des Rouies            | 3634 m |  | Grand Ferrand           | 2761 m |
| Aiguille du Plat de la Selle | 3596 m |  | Pic de Bure (Aurouse)   | 2712 m |
| Pic d'Olan                   | 3577 m |  |                         |        |
| Pic Bonvoisin                | 3560 m |  |                         |        |
| Aiguilles d'Arves            | 3514 m |  |                         |        |
| Grandes Rousses              | 3473 m |  |                         |        |
| Roche de la Muzelle          | 3459 m |  |                         |        |
| Sirac                        | 3438 m |  |                         |        |

## Trecători
| Denumire                   | Traseu                                                  | Acces               | Înălțime (m) |
| -------------------------- | ------------------------------------------------------- | ------------------- | ------------ |
| Lauze                      | de la St Christophe la La Grave                         | acoperită de zăpadă | 3543         |
| Avalanches                 | de la La Berarde la Vallouise                           | acoperită de zăpadă | 3511         |
| Casse Deserte              | de la La Berarde la La Grave                            | acoperită de zăpadă | 3510         |
| Emile Pic                  | de la La Grave la Vallouise                             | acoperită de zăpadă | 3502         |
| Ecrins                     | de la La Berarde la Vallouise                           | acoperită de zăpadă | 3415         |
| Glacier Blanc              | de la La Grave la Vallouise                             | acoperită de zăpadă | 3308         |
| Sele                       | de la La Berarde la Vallouise                           | acoperită de zăpadă | 3302         |
| Breche de la Meije         | de la La Berarde la La Grave                            | acoperită de zăpadă | 3300         |
| Temple                     | de la La Berarde la Vallouise                           | acoperită de zăpadă | 3283         |
| Aiguilles d'Arves          | de la Valloire la Saint-Jean-d'Arves                    | acoperită de zăpadă | 3150         |
| Says                       | de la La Berarde la Val Gaudemar                        | acoperită de zăpadă | 3136         |
| Clot des Cavales           | de la La Berarde la La Grave                            | acoperită de zăpadă | 3128         |
| Loup du Valgaudemar        | de la Vallouise la Val Gaudemar                         | acoperită de zăpadă | 3112         |
| Lombard                    | de la La Grave la Saint-Jean-d'Arves                    | acoperită de zăpadă | 3100         |
| Breche des Grandes Rousses | de la Allemont la Clavans                               | acoperită de zăpadă | 3100         |
| Sellar                     | de la Vallouise la Val Gaudemar                         | acoperită de zăpadă | 3067         |
| Muande                     | de la St Christophe la Val Gaudemar                     | acoperită de zăpadă | 3059         |
| Quirlies                   | de la Saint-Jean-d'Arves la Clavans                     | acoperită de zăpadă | 2950         |
| Goleon                     | de la La Grave la Valloire                              | cărare              | 2880         |
| Cavale                     | de la Vallouise la Champoléon                           | drum noroios        | 2740         |
| Orcières                   | de la Dormillouse la Orcières                           | drum forestier      | 2700         |
| Infernet                   | de la Trecătoarea Lautaret la Saint-Michel-de-Maurienne | șosea               | 2658         |
| Galibier                   | de la La Grave la Saint-Jean-d'Arves                    | cărare              | 2690         |
| Breche de Valsenestret     | de la Bourg d'Oisans la Valsenestre                     | cărare              | 2634         |
| Vallonpierre               | de la Val Gaudemar la Champoléon                        | cărare              | 2620         |
| Val Estrete                | de la Val Gaudemar la Champoléon                        | cărare              | 2620         |
| Vaurze                     | de la Val Gaudemar la Valjouffrey                       | cărare              | 2600         |
| Martignare                 | de la La Grave la Saint-Jean-d'Arves                    | cărare              | 2600         |
| Tourettes                  | de la Orcières la Châteauroux-les-Alpes                 | drum forestier      | 2580         |
| Muzelle                    | de la St Christophe la Valsenestre                      | cărare              | 2500         |
| Eychauda                   | de la Vallouise la Le Monêtier-les-Bains                | drum forestier      | 2429         |
| Arsine                     | de la La Grave la Le Monêtier-les-Bains                 | drum forestier      | 2400         |
| Prés Nouveaux              | de la Le Freney la Saint-Jean-d'Arves                   | drum forestier      | 2293         |
| Sept Laux                  | de la Allevard la Bourg d'Oisans                        | drum forestier      | 2184         |
| Lautaret                   | de la Briançon la Bourg d'Oisans                        | șosea               | 2075         |
| Croix de Fer               | de la Bourg d'Oisans la Saint-Jean-d'Arves              | șosea               | 2062         |
| Glandon                    | de la Bourg d'Oisans la La Chambre                      | șosea               | 1951         |
| Alpe de Vénosc             | de la Vénosc la Les Deux Alpes                          | drum forestier      | 1660         |
| Ornon                      | de la Bourg d'Oisans la La Mure                         | șosea               | 1360         |
| Bayard                     | de la La Mure la Gap                                    | șosea               | 1360         |
| Croix Haute                | de la Grenoble la Serres și Gap                         | șosea               | 1167         |